# Twilight (Band)
Twilight war eine 2005 gegründete und 2014 aufgelöste US-amerikanische Extreme-Metal-Band. Die Band galt als Supergroup des amerikanischen Metal-Underground. Die nie live in Erscheinung getretene Band agierte auf jeder Veröffentlichung mit unterschiedlichen Studiomusikern.

## Geschichte
Twilight wurde 2005 von Neil „N. Imperial“ Jameson, Jef Stuart „Wrest“ Whitehead und Blake „Azentrius“ Judd gegründet. Alle drei Musiker waren zuvor durch zumeist Ein-Mann-Projekte im Black- und Extreme-Metal-Genre bekannt. Judd spielte in der Black-Metal-Band Ezurate und unterhielt bereits sein Extreme-Metal-Projekt Nachtmystium, Whitehead das Black-Metal-Projekt Leviathan und Jameson das Extreme-Metal-Projekt Krieg. Die Musiker unterstützten einander mit Split-Veröffentlichungen und tauschten sich via Tape-Trading untereinander aus. So kam auch der Kontakt mit Scott „Malefic“ Conner zustande, dessen Extreme-Metal-Projekt Xasthur 2004 eine Split-Veröffentlichung mit Judds Nachtmystium herausbrachte. Ebenso spielte Judd in Jamesons Projekt Krieg von 2002 bis 2006 als Bassist und Gitarrist. Judd brachte so auch die Idee, ein gemeinsames Bandprojekt zu gründen, ein. Mit Tim „Hildof“ Lehi (Draugar) wurde die Besetzung für das selbstbezeichnete erste Studioalbum, welches noch 2005 erschien, komplettiert. Zu den Aufnahmen des zweiten Studioalbums wurden Lehi und Conner durch die Post-Metal-Musiker Aaron Turner von Isis und Old Man Gloom und Stavros Giannopoulos von The Atlas Moth ersetzt. Das 2010 erschienene Album Monument to Time End kennzeichnete beide als Gäste, indem das Booklet darauf verwies, dass die Dreifaltigkeit der Band aus Jameson, Whitehead und Judd „besteht und immer bestehen wird“. Trotz dieser Positionierung kam es unter den Musikern zu einem Zerwürfnis, das Jameson besonders auf Judds Drogenkonsum und Egoismus zurückführte. Später relativierte Jameson die Aussage über die Dreifaltigkeit der Band und fügte hinzu, dass Judd stets auf ihn herabgesehen habe.
Judd war zwar formell noch an den Aufnahmen zum dritten Album beteiligt, steuerte jedoch faktisch nichts zu den Aufnahmen bei und wurde auch nicht mehr als Mitglied der Band aufgeführt. Stattdessen nahmen Jameson und Whitehead das Album, nachdem sich die Aufnahmen über Jahre hin zogen, mit Giannopoulos, Sanford Parker von Minsk und Thurston Moore von Sonic Youth auf. Trotz der Popularität der beteiligten Musiker, die sich über die Jahre in das Projekt einbrachten, lehnte Jameson den Ausdruck Supergroup als Marketingbegriff ab. Mit dem Ende der Aufnahmen zu III: Beneath Trident’s Tomb beendeten Whitehead und Jameson auch das Projekt Twilight. Jameson gab auch das Zerwürfnis mit Judd als wichtigen Grund für das Ende der Band an.

## Inhalt und Ideologie
Laut Jameson ist das Bandkonzept als Ausdruck absoluter Negativität und Unzufriedenheit gedacht, so seien auch die Texte anhaltend nihilistisch und pessimistisch geprägt. Jameson beschreibt, Bezug nehmend auf verschiedene Konflikte der Bandmitglieder mit dem Gesetz, sowie auf diverse private Probleme der Bandmitglieder als transzendentale Schicksalsfügung.

„It’s probably because we seem to collect negative energy which orbits us and because we’re basically all anti-social fuckups, these things sort of follow us. This scene isn’t full of normal, well-adjusted people [. I]ts core ethos is being poisoned from the roots.“

„Es ist wahrscheinlich weil wir die negative Energie, die uns umgibt, sammeln und im Grunde sind wir alles asoziale Arschlöcher, solche Dinge scheinen uns zu verfolgen. Die Szene ist nicht voll von normalen, gut angepassten Leuten. Der Grundethos war von Beginn an vergiftet.“

Als Grundethos bezeichnet Jameson die Negativität in allen Aspekten des Lebens, welche von Realitätsflucht bis hin zum Satanismus reicht.

## Stil
Die Band präsentierte mit jedem Album einen veränderten Stil. Das Debütalbum orientierte sich stilistisch am skandinavischen Black Metal. Das zweite Album Monument to Time End, welches unter der Beteiligung der Post-Metal-Musiker Aaron Turner und Stavros Giannopolous entstand, wurde als organischer und durch Post-Metal und Post-Rock beeinflusst beschrieben. Dem dritten Album III: Beneath Trident’s Tomb wird hingegen ein hörbarer Einfluss von Thurston Moore attestiert. Jameson steuerte auf III: Beneath Trident’s Tomb die meisten Texte bei, schrieb jedoch keine Musik, was mit zu einer weiteren Veränderung des Klangs führte. Das Album sei experimenteller und vermittele eine mechanische Atmosphäre und erinnere  an Godflesh. Dem Einfluss von Thurston Moore werden besonders Spuren von Gitarrenlärm und Power Electronics, die dem Album ein klangliches Thema geben, nachgesagt.

## Diskografie
- 2005: Twilight (Album, Total Holocaust Records)
- 2010: Monument to Time End (Album, Southern Lord)
- 2014: III: Beneath Trident’s Tomb (Album, Century Media)